# Bill Lenny
Bill Lenny (* 5. Januar 1924 in London; † 7. Januar 1989) war ein britischer Filmeditor, der in seiner knapp 40-jährigen Filmkarriere bei über 45 Kino- und Fernseh-Produktionen für den Schnitt verantwortlich war. Darunter Klassiker des britischen Kinos wie Dracula, Der Tag, an dem die Erde Feuer fing, Casino Royale oder Cromwell – Krieg dem König.

## Leben und Karriere
Geboren 1924 in London, sammelte Bill Lenny 1949 erste Erfahrungen als Editor bei dem TV-Kurzfilm-Drama Box for One. 1952 bekam er die Gelegenheit für den Regisseur Desmond Davis zu arbeiten und dessen Film Stop the Merry-Go-Round zu schneiden. Seit 1954 arbeitete er dann regelmäßig für die britischen Hammer Film-Produktionen, nachdem ihm der Regisseur Terence Fisher die Chance geboten hatte an seinem Film Mask of Dust mitzuarbeiten. Es folgten weitere Filme für Hammer Films, unter anderem: Yeti, der Schneemensch von Val Guest und Dracula die Terence Fisher Verfilmung des Horror-Klassikers von Bram Stoker mit Christopher Lee in der Titelrolle.
Während der 1960er Jahre hatte er seine produktivste Phase und Bill Lenny kam insgesamt bei 16 Filmen als Editor zum Einsatz. Darunter Stoffe aus dem Genre der Science-Fiction wie Der Tag, an dem die Erde Feuer fing, Kriminalfilme wie Dolche in der Kasbah, Dramen wie 80,000 Suspects, Komödien wie Richard Lesters Auch die Kleinen wollen nach oben, die James-Bond-Parodie Casino Royale aus dem Jahr 1967 oder den Western Mackenna’s Gold von Regisseur J. Lee Thompson.
In den 1970er Jahren betreute Lenny als Editor dann unter anderem das Oscar-nominierte Historiendrama um den englischen Lordprotektor Cromwell von Regisseur Ken Hughes, die Alistair-MacLean-Verfilmung Die Ratten von Amsterdam von Geoffrey Reeve oder Papst Johanna von Michael Anderson.
Für seinen Freund den Regisseur Val Guest war Bill Lenny zwischen den Jahren 1955 und 1980 insgesamt für 15 Filme als Editor im Einsatz.
Seine letzte Arbeit war 1986 die US-amerikanische Fernsehproduktion Monte Carlo von Regisseur Anthony Page mit Joan Collins und George Hamilton.
Bill Lenny verstarb am 7. Januar 1989 im Alter von 65 Jahren.

## Auszeichnungen
- 1979: Emmy-Nominierung für Ike
- 1979: Eddie Award für Ike von American Cinema Editors
- 1980: Eddie Award für Life on the Mississippi von American Cinema Editors

## Filmografie (Auswahl)
- 1949: Box for One (Fernsehkurzfilm)
- 1952: Stop the Merry-Go-Round
- 1954: The Stranger Came Home
- 1954: Mask of Dust
- 1955: Spionagenetz Hamburg (Break in the Circle)
- 1955: ITV Television Playhouse (Fernsehserie, Episode 1x11)
- 1956: The Count of Monte Cristo (Fernsehserie, 2 Episoden)
- 1957: Stahlbajonett (The Steel Bayonet)
- 1957: Yeti, der Schneemensch (The Abominable Snowman)
- 1958: Die gelbe Hölle (The Camp on Blood Island)
- 1958: Dracula
- 1958: Der Schnorchel (The Snorkel)
- 1958: Noch mehr Ärger in der Navy (Further Up the Creek)
- 1959: Friends and Neighbours
- 1959: Expresso Bongo
- 1960: Life Is a Circus
- 1960: Dentist in the Chair
- 1960: Der unsichtbare Schatten (The Full Treatment)
- 1961: Nearly a Nasty Accident
- 1961: Die Creme, von der man spricht (Dentist on the Job)
- 1961: Der Tag, an dem die Erde Feuer fing (The Day the Earth Caught Fire)
- 1962: Twen-Hitparade (It's Trad, Dad!)
- 1962: Jigsaw
- 1962: Hotel Incident
- 1963: Auch die Kleinen wollen nach oben (The Mouse on the Moon)
- 1963: 80,000 Suspects
- 1964: Dschungel der Schönheit (The Beauty Jungle)
- 1965: Dolche in der Kasbah (Where the Spies Are)
- 1966: Geheimauftrag für John Drake (Danger Man, Fernsehserie, Episode 2x19)
- 1967: Casino Royale
- 1968: Der Spinner (Don't Raise the Bridge, Lower the River)
- 1969: Mackenna’s Gold
- 1970: Cromwell – Krieg dem König (Cromwell)
- 1971: Die Ratten von Amsterdam (Puppet on a Chain)
- 1972: Papst Johanna (Pope Joan)
- 1973: Marco
- 1974: Ohne Hemd und ohne Höschen – Der Fensterputzer (Confessions of a Window Cleaner)
- 1977: Under the Bed
- 1979: Ike (Miniserie, 3 Episoden)
- 1980: The Shillingbury Blowers (Fernsehfilm)
- 1981: Dangerous Davies: The Last Detective (Fernsehfilm)
- 1983: Funny Money – Tödliche Kreditkarten (Funny Money)
- 1983: Philip Marlowe (Philip Marlowe, Private Eye, Fernsehserie, unbekannte Anzahl)
- 1984: Die verrückten Abenteuer des Robin Hood (The Zany Adventures of Robin Hood, Fernsehfilm)
- 1985: Florence Nightingale (Fernsehfilm)
- 1986: Monte Carlo (Miniserie, 2 Episoden)